# Лаша Гурулі
Лаша Гурулі (груз. ლაშა გურული; 27 серпня 1996, Руставі) — грузинський боксер, призер Олімпійських ігор, чемпіонатів світу та Європи серед аматорів.

## Аматорська кар'єра
2014 року Лаша Гурулі завоював бронзову медаль на молодіжному чемпіонаті Європи.
На чемпіонаті Європи 2017 програв у першому бою.
На Європейських іграх 2019 програв у другому бою.
На чемпіонаті світу 2019 переміг двох суперників, а у 1/8 фіналу програв Пету Маккормак (Англія).
На чемпіонаті світу 2021 завоював бронзову медаль.
- В 1/32 фіналу переміг Рашилда Вільямса (Багамські острови) — 5-0
- В 1/16 фіналу переміг Міхала Такаша (Словаччина) — 5-0
- В 1/8 фіналу переміг Мохлема Махсуді (Іран) — 5-0
- У чвертьфіналі переміг Кевіна Брауна (Куба) — 4-1
- У півфіналі через травму відмовився від бою з Омарі Джонс (США)

На чемпіонаті Європи 2022 завоював срібну медаль.
- В 1/8 фіналу переміг Мілана Фодора (Угорщина) — 5-0
- У чвертьфіналі переміг Гургена Мадояна (Вірменія) — 4-1
- У півфіналі переміг Іоана Крофт (Уельс) — 3-2
- У фіналі програв Вахіду Абасову (Сербія) — 0-5

На чемпіонаті світу 2023 завоював бронзову медаль.
- В 1/16 фіналу переміг Александру Парасківа (Молдова) — 5-0
- В 1/8 фіналу переміг Альфреда Коті (Гана) — 5-0
- У чвертьфіналі переміг Тархана Ідігова (Росія) — 5-0
- У півфіналі програв Дулату Бекбауову (Казахстан) — 0-5

На Європейських іграх 2023 завоював срібну медаль.
- В 1/16 фіналу переміг Адріана Тіам (Іспанія) — 3-2
- В 1/8 фіналу переміг Вільяма Танко (Словаччина) — 5-0
- В 1/4 фіналу переміг Радослава Росенова (Болгарія) — 5-0
- У півфіналі переміг Річарда Ковача (Угорщина) — 5-0
- У фіналі програв Соф'яну Уміа (Франція) — 1-4

На Олімпійських іграх 2024 завоював бронзову медаль.
- В 1/8 фіналу переміг Маліка Гасанова (Азербайджан) — 5-0
- У чвертьфіналі переміг  Мухаммедсабира Базарбайули (Казахстан) — 3-2
- У півфіналі програв Ерісланді Альваресу (Куба) — 0-5